# Imbecil
Imbecil je kontroverzni izraz, s katerim so v preteklosti opisovali tip duševne zaostalosti, pa tudi tip kriminala. Izraz je tesno povezan s psihologijo, psihiatrijo, kriminologijo in evgeniko.  
Izraz izhaja iz latinske besede imbecillus, kar pomeni šibak oz. slabotnih misli. S tem izrazom so nekoč označevali ljudi z inteligenčnim količnikom med 26 in 50, med debili (IQ med 51 in 70) in idioti (IQ med 0 in 25).